# Pomatias raricosta
Pomatias raricosta es una especie de molusco gasterópodo de la familia Pomatiasidae en el orden de los Mesogastropoda.

## Distribución geográfica
Es un endemismo de Tenerife, en las islas Canarias (España).